# Erika Vikman
Erika Vikman (Tampere, 20 februari 1993) is een Finse zangeres en songwriter. Ze begon haar carrière als Finse tango-zangeres en kreeg in 2016 bekendheid nadat ze het tangofestival Tangomarkkinat won. In 2020 had Vikman met de single Cicciolina haar eerste top 5-hit in Finland. Een jaar later kwam haar debuutalbum Erika Vikman uit, dat vervolgens bovenaan de Finse albumhitlijsten kwam te staan. In 2025 vertegenwoordigde Vikman met het nummer Ich komme haar vaderland op het Eurovisiesongfestival 2025 in Bazel, Zwitserland.

## Biografie

### Jongere jaren
Vikman werd geboren op 20 februari 1993 in Tampere. Ze groeide op in Lempäälä en Pori. Vikmans moeder was eveneens Finse tango-zangeres en deed mee aan Tangomarkkinat. Ook heeft ze een zus die eveneens zangeres is. Vikman begon met zingen als tiener en nam in 2008 deel aan de meidendivisie van de Junior Tango Competition. Ook deed ze in 2010 mee aan de Tampere springplankwedstrijd.
Vikman ging naar het gemengde middelbaar onderwijs in Tampere en behaalde haar diploma in 2013. Vikman studeerde ook pop-jazz aan het Pirkanmaa Music College.

### Tangocarrière
Vikman begon haar carrière in 2013 nadat ze was geselecteerd om mee te mogen doen aan de Finse versie van Idols. Ze werd verkozen als een van twaalf finalisten en werd op 7 november 2013 geëlimineerd. Op 28 november mocht ze echter door een wildcard terugkomen, maar een week later werd ze nogmaals geëlimineerd en haalde ze de zevende plaats.
Na haar deelname aan Idols focuste Vikman zichzelf als Fins tango-zangeres. Ze nam deel aan de Finse tango-talentenshow Tangomarkkinat in 2015, waar ze op de tweede plaats eindigde. Het volgende jaar nam ze nogmaals deel en ditmaal wis ze te winnen en werd ze gekroond tot tangokoningin van Finland in 2016. Na haar winst in Tangomarkkinat tekende Vikman een platencontract bij Sony Music Entertainment en bracht ze haar eerste single "Ettei mee elämä hukkaan" onder het label uit in 2017. Met het nummer experimenteerde Vikman meer met electropopmuziek.

### Cicciolinaen Uuden Musiikin Kilpailu
In 2020 tekende Vikman een nieuw platencontract bij Warner Music Finland en werd ze door Yle aangekondigd als een van de deelnemers aan Uuden Musiikin Kilpailu 2020, de Finse preselectie voor het Eurovisiesongfestival 2020. Ze nam deel met het nummer Cicciolina geschreven door de Hongaars-Italiaans pornografisch actrice Ilona Staller, die optrad onder de artiestennaam Cicciolina. Vikman trad aan op 7 maart 2020 in haar geboortestad Tampere en werd tweede. Het Finse publiek gaf haar de meeste stemmen, terwijl de jury's haar op de derde plaats plaatsten. Ondanks haar tweede plaats, werd het nummer Cicciolina een hit in Finland. Het haalde de top vijf van de Finse hitlijst. Na het succes van Cicciolina kwam Vikman met "Syntisten pöytä" als opvolger, dat haar tweede top vijf hit werd en haar eerste radio nummer 1. Ook deed ze in 2020 mee aan het eerste seizoen van de Finse The Masked Singer, waar ze optrad als de wesp en derde werd.
In augustus 2021 bracht Vikman haar debuutalbum Erika Vikman uit. Het nummer behaalde de eerste plaats in de Finse albumhitlijsten. In mei 2022 werd Vikman aangekondigd als een van de artiesten van het dertiende seizoen van Vain elämää, de Finse versie van Beste Zangers.

### Eurovisiesongfestival 2025
In 2025 werd Vikman aangekondigd als een van de artiesten van Uuden Musiikin Kilpailu 2025 met het nummer "Ich komme". De preselectie vond plaats op 8 februari 2025 in de Nokia Arena in Tampere. Door verreweg de meeste punten van de thuisstemmers te krijgen, wist Vikman met de zegepalm aan de haal te gaan, waardoor ze Finland zal vertegenwoordigen op het Eurovisiesongfestival 2025 in Basel, Zwitserland. In de tweede halve finale op 15 mei 2025 trad Vikman als laatste aan van zestien deelnemende acts en wist ze zich te plaatsen voor de finale. Vikman kreeg 196 punten in de finale en behaalde daarmee de elfde plaats.

## Privé
Vikman had van 2016 tot 2020 een relatie met de Finse muzikant Danny. De relatie was controversieel door het grote leeftijdsverschil van 51 jaar. Het koppel woonde samen in Kirkkonummi tot de scheiding.

## Discografie

### Albums
| Jaar | Titel        |
| ---- | ------------ |
| 2021 | Erika Vikman |

### Singles
| Jaar | Titel                                  |
| ---- | -------------------------------------- |
| 2015 | Etkö uskalla mua rakastaa              |
| 2017 | Ettei mee elämä hukkaan                |
| 2017 | Säännöt                                |
| 2017 | Jos osaisin sanoa ei                   |
| 2020 | Cicciolina                             |
| 2020 | Syntisten pöytä                        |
| 2021 | Häpeä                                  |
| 2021 | Tääl on niin kuuma (met Arttu Wiskari) |
| 2021 | Huonoja ideoita (met Arttu Wiskari)    |
| 2023 | Elizabeth Taylor                       |
| 2024 | Ruoska (met Käärijä)                   |
| 2024 | Aivan sama (met Janna and F)           |
| 2024 | Myynnissä                              |
| 2025 | Ich Komme                              |

- International Standard Name Identifier: 0000 0004 6708 216X
- MusicBrainz: 18664f08-9700-4154-91cc-b7ac4e62da80

1961: Laila Kinnunen · 
1962: Marion Rung · 
1963: Laila Halme · 
1964: Lasse Mårtenson · 
1965: Viktor Klimenko · 
1966: Ann-Christine Nyström · 
1967: Fredi · 
1968: Kristina Hautala · 
1969: Jarkko & Laura · 
1971: Markku Aro & Koivistolaiset · 
1972: Päivi Paunu & Kim Floor · 
1973: Marion Rung · 
1974: Carita · 
1975: Pihasoittajat · 
1976: Fredi & The Friends · 
1977: Monica Aspelund · 
1978: Seija Simola · 
1979: Katri Helena · 
1980: Vesa-Matti Loiri · 
1981: Riki Sorsa · 
1982: Kojo · 
1983: Ami Aspelund · 
1984: Kirka · 
1985: Sonja Lumme · 
1986: Kari Kuivalainen · 
1987: Vicky Rosti & Boulevard · 
1988: Boulevard · 
1989: Anneli Saaristo · 
1990: Beat · 
1991: Kaija · 
1992: Pave · 
1993: Katri Helena · 
1994: CatCat · 
1996: Jasmine · 
1998: Edea · 
2000: Nina Åström · 
2002: Laura · 
2004: Jari Sillanpää · 
2005: Geir Rönning · 
2006: Lordi · 
2007: Hanna Pakarinen · 
2008: Teräsbetoni · 
2009: Waldo's People · 
2010: Kuunkuiskaajat · 
2011: Paradise Oskar · 
2012: Pernilla Karlsson · 
2013: Krista Siegfrids · 
2014: Softengine · 
2015: Pertti Kurikan Nimipäivät · 
2016: Sandhja · 
2017: Norma John · 
2018: Saara Aalto · 
2019: Darude feat. Sebastian Rejman · 
2021: Blind Channel · 
2022: The Rasmus · 
2023: Käärijä · 
2024: Windows95Man ·
2025: Erika Vikman